# Gare de Pont-de-la-Deûle
La gare de Pont-de-la-Deûle est une gare ferroviaire française de la ligne de Paris-Nord à Lille, située sur le territoire de la commune de Flers-en-Escrebieux dans le département du Nord, en région Hauts-de-France.
C'est une halte voyageurs de la Société nationale des chemins de fer français (SNCF) desservie par des trains TER Hauts-de-France.

## Situation ferroviaire
Établie à  22 mètres d'altitude, la gare de Pont-de-la-Deûle est située au point kilométrique (PK) 220,390 de la ligne de Paris-Nord à Lille, entre les gares de Douai et de Leforest.
Ancienne gare de bifurcation, elle était l'origine de la ligne de Pont-de-la-Deûle à Bachy - Mouchin (déclassée). 

## Service des voyageurs

### Accueil
Halte SNCF, c'est un point d'arrêt non géré (PANG) à entrée libre.
Un passage planchéié permet la traversée des voies et le passage d'un quai à l'autre.

### Desserte
Pont-de-la-Deûle est desservie par des trains TER Hauts-de-France qui effectuent des missions entre les gares :  de Douai, ou d'Arras, et de Lille-Flandres ; de Valenciennes et de Libercourt.

### Intermodalité
Un parking pour les véhicules y est aménagé.
La gare est desservie par la ligne 5 du réseau Évéole et par la ligne 853 du réseau interurbain Arc-en-Ciel 2.

## Patrimoine ferroviaire
L’ancien bâtiment voyageurs construit par la Compagnie des chemins de fer du Nord, a survécu à la Première Guerre mondiale et existait toujours, bien qu’à l’abandon. Altéré durant la seconde moitié du XXe siècle, il conservait cependant sa marquise de quai d’origine. Il a été détruit en juillet 2020 ; le projet de réaménagement représente un budget de 800 000 euros.